# Comunismo en 20 años

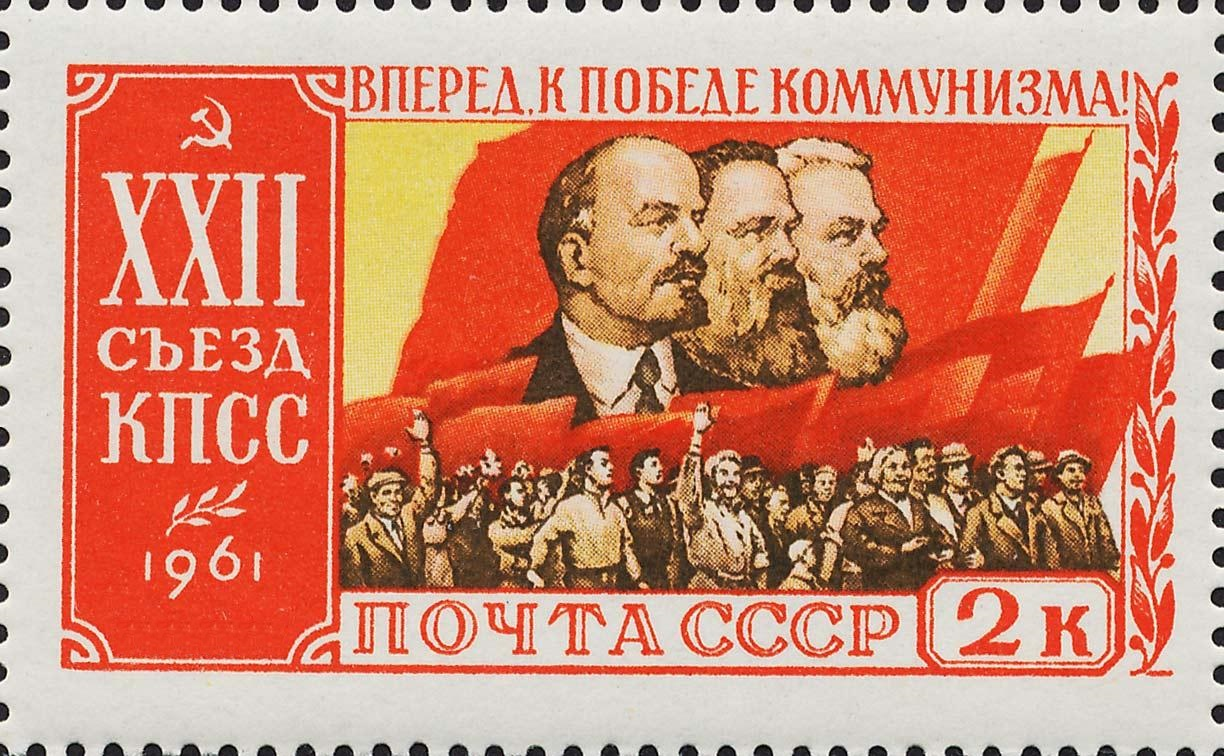
Postal del 22º Congreso del PCUS

El Comunismo en 20 años fue una consigna de Nikita Jruschov en el 22º Congreso del Partido Comunista de la Unión Soviética en 1961.
En su discurso, Jruschov prometió que el comunismo estaría terminado "en su mayoría" para 1980. Su frase "La actual generación del pueblo soviético vivirá bajo el comunismo" fue la frase final del nuevo Programa del PCUS adoptado en el congreso. 
Este último eslogan político se atribuye al escritor de discursos del Kremlin Elizar Kuskov (Елизар Кусков), quien supuestamente bromeó "este eslogan sobrevivirá durante siglos".